# رينيه لويس بير
رينيه لويس بير (بالفرنسية: René-Louis Baire)‏ ولد في 21 كانون الثاني/يناير 1874 وتوفي في 5 تموز/يوليو 1932، هو عالم رياضياتي فرنسي اشتهر بنظريته التي حملت نفس اسمه، والتي ساعدت في وقت لاحق على تعميم وإثبات العديد من النظريات الأخرى. وقد نَشر هذه النظرية في أطروحته التي حملت عنوان Sur les fonctions de variable réelles (حول الدوال المتغيرة الحقيقية)، كان ذلك في عام 1899.

## التعليم
رينيه لويس هو ابن خياط، وهو واحد من ثلاثة أطفال في وسط أسرة تنتمي للطبقة العاملة في باريس. بدأ دراسته عندما دخل ثانوية لاكانال بعدما حصل على منحة دراسية. في عام 1890، أكمل بير دراسته والتحق بقسم الرياضيات في مدرسة هنري الرابع؛ حيث اجتاز امتحانا في كل من مدرسة الأساتذة العليا والمدرسة المتعددة التكنولوجية، إلا أن قرر العمل في مدرسة الأساتذة العليا في عام 1891. بعد دراسته لثلاث سنوات وحصوله على الشهادة الجامعية، شرع بير في تحضير بحثه العلمي، كما اجتاز امتحانا في نفس السياق وقد كانت نتيجته أفضل من جميع الطلاب، لكنه لم يتمكن من اجتياز الامتحان الشفوي بسبب انعدام أي تفسير للدرس الذي طُلب منه. عاد لإكمال بحثه العلمي مجددا؛ ثم تم تكليفه بالتدريس في ثانوية في بار لو دوك، وفي نفس الوقت كان يستعد للحصول على شهادة دكتوراه في الرياضيات، وقدم بالفعل أطروحته في 24 مارس عام 1899 ونجح فيها. وتابع مهنته كمدرس في مجموعة من الثانويات في جميع أنحاء فرنسا ولكنه لم يكن سعيدا بسبب انخفاض وتدني مستوى الرياضيات في تلك الفترة. في عام 1901، تم تعيين بير في جامعة مونبلييه كأستاذ جامعي. وفي عام 1904 تم منحه جائزة بيكوت لقضاء فصل دراسي في إحدى الجامعات وتطوير مهاراته كأستاذ. بير اختار حضور كوليج دو فرانس حيث حاضر في موضوع التحليل، وقد عُين كأستاذ في نفس الجامعة في عام 1905 عندما انضم إلى كلية العلوم في ديجون. في عام 1907 رُقي إلى أستاذ في التحليل في ديجون حيث واصل بحثه في نفس الفرع من الرياضيات. وقيل أنه تقاعد من عمله في ديجون في عام 1925؛ وقضى السنوات الأخيرة من حياته في العديد من الفنادق إلى أن فارق الحياة عام 1932.

## المرض
منذ أن كان شابا وبير يعاني من الحساسية، كما عانى من رهاب الخلاء قبل دخوله المدرسة. من وقت لآخر، كانت حالته الصحية تمنعه من العمل أو الدراسة؛ خاصة بعد تفاقم عدد النوبات التي كانت تُصيبه، وقد شُلت حركته لفترات طويلة ومتقطعة، مع مرور الوقت، اكتشف أنه كان يعاني من اضطرابات نفسية مما جعله غير قادر على إجراء العمل الذي كان يتطلب فترات طويلة من التركيز. بين 1909 و1914 تفاقمت حالته بشكل كبير؛ وقد ضيعت عليه العديد من الفرص في مجاله المهني حتى أصبحت واجباته التدريسية أكثر وأكثر صعوبة، مما دفع بإدارة ديجون إلى منحه إجازة طويلة قصد التعافي من كل المشاكل التي ألمت به.

## مساهماته في الرياضيات
كان لدى بير مهارة في التحليل الرياضي، مما دفع به إلى مواصلة دراسته في هذا المجال؛ وقد تعرف في وقت لاحق على علماء آخرين مهتمين بنفس الفرع من قبيل فيتو فولتيرا وهنري لوبيغ. في أطروحته Sur les fonctions de variable réelles ("حول الدوال الحقيقية المتغيرة")، درس بير مزيج من النظريات الرياضية والتحليلية إلى أن توصل إلى نظريته التي عُرفت بنظرية بير، كما استخدم نظريته هذه لإثبات نظريات أخرى وساعد في فهمها وفي التيقن من صحتها. كما ألف بير كتبا أخرى حظيت باهتمام كبير ولعل أبرزها Théorie des nombres irrationnels, des limites et de la continuité (نظرية الأعداد غير النسبية، النهايات والاتصال) التي نٌشرت عام 1905، بالإضافة إلى المجلد الكبير الذي حمل عنوان Leçons sur les théories générales de l'analyse (دروس في النظريات العامة حول التحليل الرياضي) والذي نُشر في 1907-08.

## وصلات خارجية
- رينيه لويس بير على موقع الموسوعة البريطانية (الإنجليزية)
- رينيه لويس بير في شجرة علماء الرياضيات